# Asadabad-e Bala
Asadabad-e Bala (em persa: اسدابادبالا, também romanizada como Asadābād-e Bālā; também conhecida como Asadābād, Asadābād-e ‘Olyā e Asadābād Kuchik) é uma aldeia do distrito rural de Mehrabad, no condado de Abarkuh, da província de Yazd, Irã.
No censo de 2006, sua população era de 81 habitantes, em 23 famílias.